# The Walking Dead: The Final Season
The Walking Dead: The Final Season — эпизодическая приключенческая игра по мотивам комикса Роберта Киркмана «Ходячие мертвецы». Игра разработана и издана студиями Telltale Games и Skybound Games.
Игра является продолжением историей с участием Клементины, события которой происходят спустя несколько лет после игры The Walking Dead: A New Frontier. В отличие от предыдущих трёх сезонов, у которых была продолжительность в пять эпизодов, этот состоит только из четырёх.
Игра стала последней игрой Telltale Games — в сентябре 2018 года, когда были выпущены два эпизода, компания начала процедуру банкротства и последние два эпизода выпустила в 2019 году компания Skybound Games.

## Разработка
21 сентября 2018 года Telltale Games объявила о банкротстве и уволила 225 человек, что составляло 90 % сотрудников. Также были отменены все будущие проекты, в том числе невыпущенные эпизоды The Walking Dead: The Final Season. 24 сентября разработчики подтвердили выход второго эпизода и добавили, что они ведут переговоры с потенциальными партнёрами, чтобы закончить серию. Но 26 сентября игра была снята с продажи из сервисов PlayStation, Xbox, Steam и GOG. По данным Kotaku, Telltale намеревалась передать производство оставшихся частей другой компании. Третий эпизод должны были отправить на сертификацию в ESRB 21 сентября 2018 года. Но демоверсию четвёртого эпизода сделать не успели.
На нью-йоркском фестивале «Comic Con» 2018 года Роберт Киркман сказал, что его продюсерская компания «Skybound Entertainment» поможет выпустить последние два эпизода игры. Skybound вернули лицензию на игру и разработали финальные эпизоды вместе с бывшими сотрудниками Telltale. 20 ноября 2018 года Skybound поблагодарила всех поклонников за ожидание и сообщила о начале разработки оставшихся эпизодов.

## Эпизоды
В отличие от предыдущих трёх сезонов, в четвёртом не даётся никаких пояснений относительно временных рамок и места действия. Возраст Клементины был обозначен разработчиками как 16—19 лет, в то время как время действия, по их словам, на момент релиза первого эпизода сильно обгоняло время событий комикса.

### Эпизод 1 — «Надоело убегать»
- Оригинальное название: Done Running;
- Режиссёры: Крис Ребберт, Ваграм Антонян;
- Сценаристы: Джессика Краузе, Адам Эшкенази Дуглас, Мэри Кенни и Лорен Ми;
- Дата выхода: 14 августа 2018 г.

Клементина и Эй-Джей бесцельно едут на машине и находят железнодорожную станцию, где обнаруживают большой тайник с припасами. Но когда они вскрывают тайник, то срабатывает ловушка в виде взрыва гранаты. Хотя взрыв их не задевает, он привлекает толпу зомби. Герои пытаются уехать от них на машине, но не справляются с управлением и та переворачивается. Они приходят в себя в Эриксоновском интернате — до апокалипсиса это была закрытая школа, но с началом эпидемии дирекция и часть персонала школы сбежали, а те немногие, что остались, в итоге погибли. Теперь в школе организована маленькая община из 10 человек, которой заправляют её бывшие ученики: лидер Марлон, Луис, Вайолет, Аасим, Тен, Броди, Вилли, Руби, Омар и Митч. Пара решает остаться в школе; и если Клементина нормально вливается в коллектив, то у Эй-Джея наблюдается проблемы в социальной адаптации: в отличие от остальных, он родился после начала апокалипсиса и поэтому не знает другой жизни. Среди ребят Клементина выделяет троих: Луис (весельчак, умеющий играть на рояле), Вайолет (постоянно угрюмая и замкнутая в себе девушка) и Тенн (он рассказывает Клементине свою теорию, согласно которой души людей, обращённых в зомби, попадают в мир, где становятся прежними людьми). Постепенно Клементина узнаёт, что Вайолет очень подавлена, потому что ровно за год до этого они потеряли на охоте двух девушек-двойняшек Софию и Минерву, которые были её подругами (и одновременно приёмными сёстрами Тенна) — в тот день Вайолет должна была идти с ними и Марлоном, но ей захотелось поработать в теплице, поэтому она уговорила Броди подменить её. Со слов Броди и Марлона, на них напали зомби и так изувечили девушек, что «хоронить было нечего» — на территории школы ребята организовали кладбище с пустой могилой.
На следующий день после прибытия в школу Клементина идёт с ребятами на охоту. Возвращаясь с неё они обнаруживают, что одна из ловушек для зомби (предназначенных для того, чтобы не подпускать их к школе) повреждена, а рядом валяется окурок-самокрутка. Увидев его, Броди неожиданно впадает в панику. Поскольку улов собран небольшой, то Клементина предлагает ребятам сделать вылазку на ту станцию, где они нашли тайник с припасами. Она отправляется туда с Эй-Джеем, Луисом и Вайолет. Тайник действительно не пострадал, но неожиданно на ребят нападает мужчина с пистолетом. Он представляется Авелем и курит те самые самокрутки. Авель просит только разрешить ему забрать одну сумку с припасами. Клементина соглашается, но, когда они возвращаются в школу, то Броди, узнав про Авеля, неожиданно впадает в ярость, но Марлон отводит её в сторону и успокаивает. Той же ночью Клементина просыпается, случайно услышав перебранку Марлона с Броди в подвале школы. Когда она туда приходит, Броди, устав терпеть, вываливает Клементине правду: София и Минерва не погибли, в тот день на них напал отряд рейдеров, и Марлон согласился отдать им сестёр в рабство в обмен на то, что те не станут нападать на их школу (Авель был одним из рейдеров). В попытке заставить Броди замолчать Марлон бьёт её фонарём по лицу и проламывает череп, после чего убегает, заперев Клементину в подвале в компании обратившейся вскоре Броди. Клементине удаётся убить её, и она выбирается наружу, где уже столпились остальные ребята, потому что Эй-Джей держит на прицеле Марлона и требует сказать, где Клементина. Марлон врёт, что она убила Броди, тогда Клементина обличает его, рассказав правду про Софию и Минерву. В панике за свой авторитет Марлон признаётся в содеянном и в запале кричит, что поступил бы так с любым из них, лишь бы защитить школу. Это окончательно решает вопрос не в его пользу. Но после того, как Марлона обезоруживают, того неожиданно застреливает в голову напуганный Эй-Джей, который оправдывается тем, что он всего лишь защищался, как его учила Клементина.

### Эпизод 2 — «Обездоленные дети»
- Оригинальное название: Suffer the Children;
- Режиссёр: Крис Ризер;
- Сценаристы: Джеймс Виндэлер и Мэри Кенни;
- Дата выхода: 25 сентября 2018 г.

Клементину и Эй-Джея путём голосования решают изгнать из школы. Уже за пределами школы пара неожиданно сталкивается с Авелем в компании женщины, в которой Клементина с удивлением узнаёт Лилли (из первого сезона). Она просит Клементину указать им дорогу к школе и попытаться уговорить тамошних обитателей примкнуть к их общине — как аргумент она говорит, что если уж Ли Эверетт не смог выжить, чтобы защитить её, то и она не сможет вечно защищать Эй-Джея, если будут вдали от людей. Клементина отказывается верить в её добрые намерения. Им с Эй-Джеем удаётся сбежать от них, но последний получает выстрел дробью в живот. Выстрел привлекает зомби и Авель с Лили отступают, а Клементину неожиданно спасает «шепчущийся» (новообразовавшаяся каста людей, которые наловчились жить рядом с зомби, не привлекая их внимание) по имени Джеймс. Ему удаётся извлечь дробь, и попутно он рассказывает Клементине, что Авель и Лили являются членами рейдерского отряда из общины «Дельта», которая в данный момент ведёт войну с другим сообществом и очень нуждается в рекрутах — пушечном мясе. Клементина понимает, что встреча с ней теперь поможет рейдерам вычислить местоположение школы и решает вернуться туда с Эй-Джеем. Джеймс провожает её до школы, но вынужден уйти, когда ребята по ошибке принимают его за зомби (потому что он носит маску из кожи с лица зомби).
Проходит две недели, в течение которых Эй-Джей восстанавливается от раны, а Клементина руководит обустройством обороны школы. Наступает вечер, когда рейдеры приходят к школе. Но весь план внезапной защитной атаки идёт насмарку, когда Лилли сообщает, что София и Минерва соскучились по ребятам и очень хотят, чтобы те примкнули к ним. Из-за этого Тенн выходит из укрытия и, кажется, готов поверить Лили. Завязывается битва, в ходе которой ребятам удаётся убить одного рейдера и захватить в плен сильно искалеченного Авеля, но погибает Митч и попадают в плен Луис/Вайолет, Омар и Аасим. Клементина решает нанести ответный удар.

### Эпизод 3 — «Сломанные игрушки»
- Оригинальное название: Broken Toys;
- Режиссёры: Райан Д. Чан и Крис Ризер;
- Сценаристы: Лорен Ми и Марк Дэрин;
- Дата выхода: 15 января 2019 г.

На следующий день после похорон Митча, Клементина допрашивает Авеля, связанного в подвале; он сообщает, что ребятам элементарно повезло — «Дельта» не думала, что они окажут такое мощное сопротивление, и поэтому послала очень маленький отряд. Затем связанный признаётся, что ему никогда не нравилась идея использовать пленников в качестве рекрутов, но ради «Дельты», которая стала для него вторым домом, он был готов на всё. Чувствуя, что умирает от полученных ранений, он просит Клементину убить его, потому что очень боится обратиться, а в обмен обещает сказать, где держат ребят. Независимо от выбора, Клементина узнаёт, что ребят держат в трюме старого корабля «Стюартс-Фитцжеральд», который «Дельта» использует в качестве транспорта. Клементина и несколько ребят идут на разведку и обнаруживают, что вся прилегающая к кораблю территория простреливается. Когда они уходят, то случайно сталкиваются с девушкой. Клементина угрозами требует у неё информацию о трюмах корабля, но тут Луис/Вайолет сообщают ей, что эта девушка — Минерва. Та гневно заявляет Клементине, что Лили и Авель хотели захватить школу, не применяя насилия, но оборона Клементины вынудила их пойти на крайние меры. Когда её спрашивают про Софию, то Минерва говорит, что та погибла героем, когда защищала «Дельту». Ребята убеждают Минерву не сдавать их и позволить им уйти. На прощание Минерва советует им не сопротивляться рейдерам, если они хотят увидеть живыми тех, кто был захвачен.
Принимается решение напустить на корабль толпу зомби и затеряться в ней (вымазавшись их кровью), а затем заложить в машинном отделении бомбы. Для первой части плана обращаются за помощью к Джеймсу. Тот соглашается с планом, но перед этим просит Клементину о двух вещах: во-первых, он показывает ей, что согнал многих зомби в округе в один заброшенный амбар, и просит Клементину зайти туда и понаблюдать за ними (потому что, как ему самому кажется, зомби даже после обращения сохранили какую-то частицу своей человеческой души), а во-вторых, его очень беспокоит стремление Эй-Джея отомстить рейдерам (он считает, что ребёнок такого возраста не должен быть таким кровожадным, и просит Клементину не давать ему совершать насилие, когда для того нет надобности).
Первая часть плана срабатывает, но когда, после закладки бомб, Клементина и остальные отправляются искать пленников, то попадают в ловушку, устроенную Минервой (которая охраняет пленников), и Клементина оказывается запрета в одной камере с Луисом/Вайолет (с тем, кого схватили в предыдущем эпизоде). Через некоторое время приходит Лилли и рассказывает шокирующую правду: когда рейдеры получили близняшек и начали промывать им мозги, то Минерве легко внушили, что теперь её дом тут, однако София оказалась куда более неподатливой. В конечном итоге она уговорила Минерву на побег, но их поймали, и тогда Минерва убила сестру, чтобы доказать преданность «Дельте». После этого Лили уводит Эй-Джея вверх на палубу, поскольку очень впечатлена его боевым настроем и рассчитывает склонить его на сторону «Дельты». Через какое-то время Клементине удаётся оглушить Минерву и освободить остальных, после чего она бежит на палубу, потому что время на исходе: вот-вот взорвутся бомбы. Она находит Эй-Джея, когда того пытается одурманить Лили (там же находятся захваченные в плен Джеймс и Тенн). В завязавшейся битве в момент кульминации Эй-Джей направляет на безоружную Лили пистолет, и здесь у Клементины два выбора: прислушаться к Джеймсу и не позволить Эй-Джею отравлять себя насилием или же позволить ему убить Лилли. В первом случае сразу после этого Лили убивает Джеймса. После этого взрываются бомбы, и Клементина теряет сознание.

### Эпизод 4 — «Верни нас обратно»
- Оригинальное название: Take Us Back;
- Режиссёр: Крис Ребберт;
- Сценаристы: Адам Эшкенази Дуглас, Джеймс Виндэлер, Майкл Киркбрайд и Крис Ребберт;
- Дата выхода: 26 марта 2019 г.

Клементина приходит в себя, находит Эй-Джея, и они вдвоём в последний момент успевают сбежать с взрывающегося корабля. Если Лилли не была убита, то здесь Клементина видит, как она уплывает по реке на плоту. На прощание Лилли расскажет ей, что она долго скиталась после того, как они её бросили / либо она сама угнала фургон в первом сезоне, и в конечном итоге поняла, что ей нужно найти новый дом, и этим домом стала для неё «Дельта». Но теперь этому дому конец — без новых рекрутов «Дельта» скоро проиграет войну (и поэтому Клементина тоже не должна обнадёживаться: рано или поздно её дом тоже падёт). Пока Клементина прикрывает отступление ребят, зомби добивают оставшихся в живых рейдеров. Последней остаётся Минерва, которая, заметив Клементину, в ярости от того, что та погубила всё, что было для неё дорого, хочет швырнуть в неё гранату, но Клементина выстреливает в неё из лука и попадает в плечо, из-за чего граната падает в другую сторону. Происходит взрыв, который пугает лошадь, запряжённую в повозку с ребятами, и она уносится вперёд. На побережье остаются Клеметина, Эй-Джей и Тенн (и в зависимости от выбора Джеймс). Они укрываются в пещере неподалёку. Если Джеймс не был убит, то здесь он, будучи разочарованным в Клементине и Эй-Джее, уходит. Здесь у Эй-Джея происходит напряжённый разговор с Клементиной: он суммирует все предыдущие действия и советы Клементины и недоволен ими. Он просит Клементину позволить ему отныне действовать по собственному усмотрению.
Они выбираются из пещеры через другой проход, и здесь их находит Луис / Вайолет с известием, что все ребята уже благополучно добрались до школы. Через какое-то время они подходят к полуразрушенному мосту через овраг, у которого отсутствует часть секции. И здесь к ним приближается истёкающая кровью и искусанная, но ещё живая Минерва с топором в руках, а за нею — толпа зомби. Увидев Тенна, Минерва зовёт его присоединиться к ней, чтобы они могли наконец воссоединиться с родителями и Софией в том мире после смерти, о котором он думал. Несмотря на уговоры ребят, Тенн пребывает в нерешительности и готов поверить Минерве. Тогда Клементина вступает с ней в схватку, в процессе которой Минерва задевает топором голень Клементины, после чего саму Минерву убивают зомби. Тенн впадает в ступор, после чего идёт развилка, зависящая от того, позволила ли Клементина принимать Эй-Джею самостоятельные решения: если позволила, то Эй-Джей убивает Тенна из пистолета; если не позволила, то Луис/Вайолет перебрасывает Тенна через проём, но первого убивают зомби.
Поскольку Клементина не может бежать, то они с Эй-Джеем просят Луис / Вайолет / Тенна бежать вперёд, не дожидаясь них. Спасаясь от зомби, они пытаются забраться на возвышенность, но один из зомби успевает нанести Клементине к её ужасу укус в лодыжку. Эй-Джею с трудом удаётся дотащить слабеющую Клементину до амбара Джеймса и запереться там, после чего перед Клементиной встаёт тот же выбор, что в финале первого сезона был у Ли Эверетта: сказать Эй-Джею, чтобы он убегал до того, как она превратится, или же велеть ему убить её. Независимо от выбора игрока плачущий Эй-Джей говорит, что не может так поступать с Клементиной, и делает замах топором. Далее действие переносится во флешбек, разворачивающийся в промежутке между третьим и четвёртым сезонами. Клементина добирается до ранчо Маккэрролла. Однако к тому моменту форт подвергся атаке неизвестных, и почти все его обитатели убиты. Клементине удаётся найти напуганного Эй-Джея но, имея на руках маленького ребёнка, она не может вернуться в Ричмонд (со слов Клементины, за время её пути дорога до Ричмонда превратилась в зону военных действий). Она находит целую машину и принимает решение отправиться с Эй-Джеем на поиски места, которое они могли бы назвать новым домом.
Далее действие переносится в настоящее. Спустя неделю после той ночи Эй-Джей сидит на берегу и ловит рыбу. В зависимости от судьбы Тенна Эй-Джей либо встречает его зомби-форму, после чего находит в реке кепку Клементины (которую она обронила, когда они перебирались через мост) и идёт в школу, когда его зовёт Руби, либо же кепку ему приносит живой Тенн. Во втором случае выясняется, что Тенн в ту ночь не вернулся в школу и никто не знал где он. Тенн раскаивается в своём поведении, после чего рассказывает, что он вернулся к мосту, чтобы похоронить останки Минервы и Луиса/Вайолет. Затем приходит Руби и уводит Тенна в школу, а за ними идёт Эй-Джей.
И здесь к нему подходит Клементина — живая, но на костылях и с ампутированной голенью. Эй-Джей отдаёт ей кепку, но Клементина предлагает ему оставить её себе, так как кепка давно потеряла первозданный вид. Из реплик ребят выясняется, что поблизости был замечен караван выживших, и они решают сходить на разведку, чтобы узнать их намерения. В финальной сцене Эй-Джей добавляет кепку к коллекции предметов, которые Клементина собирала на протяжении всех четырёх эпизодов. Теперь, когда отряд рейдеров разгромлен и «Дельта» в ближайшее время тоже падёт, а большая часть зомби в округе была перебита в ту ночь, в школе наступает временное спокойствие.

## Критика
| Сводный рейтинг       | Сводный рейтинг                                        |
| Агрегатор             | Оценка                                                 |
| --------------------- | ------------------------------------------------------ |
| Metacritic            | 77/100 (PC) 78/100 (PS4) 78/100 (XONE) 80/100 (Switch) |
| OpenCritic            | 78/100                                                 |
| «Критиканство»        | 75/100                                                 |
| Иноязычные издания    |                                                        |
| Издание               | Оценка                                                 |
| Destructoid           | 6/10                                                   |
| Game Informer         | 7/10                                                   |
| Hardcore Gamer        | 4/5                                                    |
| IGN                   | 7,5/10                                                 |
| Jeuxvideo.com         | 17/20                                                  |
| PC Gamer (US)         | 70/100                                                 |
| Shacknews             | 8/10                                                   |
| The Guardian          | [ 21 ]                                                 |
| Русскоязычные издания |                                                        |
| Издание               | Оценка                                                 |
| 3DNews                | 5/10                                                   |
| StopGame.ru           | «Похвально»                                            |

| Игра                           | GameRankings                                            |
| ------------------------------ | ------------------------------------------------------- |
| Episode 1: Done Running        | 78,87 % (PC) 78,12 % (PS4) 70 % (XONE) 81,67 % (Switch) |
| Episode 2: Suffer the Children | 70,60 % (PC) 69 % (PS4) 75 % (XONE) 70 % (Switch)       |

Игра получила в целом положительные оценки, согласно сайтам Metacritic и OpenCritic.